# Velvet Kiss
Velvet Kiss (jap. ベルベット・キス Berubetto kisu) – manga autorstwa Chihiro Harumi, publikowana na łamach magazynu „Vitaman” wydawnictwa Takeshobō w latach 2009–2012.

## Fabuła
Shin zostaje oszukany i zaciąga olbrzymi dług w wysokości 80 milionów jenów, jednak jego wierzyciel proponuje mu możliwość uniknięcia spłaty sumy razem z karami i odsetkami, jeśli zgodzi się nawiązać „bliską przyjaźń” z Kanoko, młodą elegancką kobietą z wyższych sfer. W miarę upływu czasu Shin zaczyna dostrzegać, że zadanie, które zostało mu powierzone, nie jest takie proste, jak początkowo sądził. Na początku swojej znajomości Shin widzi w Kanoko niewiele więcej niż rozpieszczone dziecko, przyzwyczajone do luksusu i zbytku, ale stopniowo zaczyna się w niej zakochiwać. Im więcej czasu spędzają razem, tym ich związek staje się silniejszy i głębszy, a Shin odkrywa, że jego uczucia do Kanoko są znacznie poważniejsze, niż przypuszczał na początku.

## Publikacja serii
Manga ukazywała się w magazynie „Vitaman” wydawnictwa Takeshobō od 30 lipca 2009 do 30 marca 2012. Seria została również opublikowana w 4 tankōbonach, wydanych między 7 maja 2010 a 16 czerwca 2012.
W Polsce prawa do dystrybucji mangi nabyło Studio JG.
| Nr | Język japoński   | Język japoński         | Język polski     | Język polski           |
| Nr | Data wydania     | ISBN                   | Data wydania     | ISBN                   |
| -- | ---------------- | ---------------------- | ---------------- | ---------------------- |
| 1  | 7 maja 2010      | ISBN 978-4-8124-7270-5 | 22 września 2022 | ISBN 978-83-8001-901-0 |
| 2  | 7 kwietnia 2011  | ISBN 978-4-8124-7536-2 | 9 grudnia 2022   | ISBN 978-83-8257-066-3 |
| 3  | 27 września 2011 | ISBN 978-4-8124-7665-9 | 24 lutego 2023   | ISBN 978-83-8257-096-0 |
| 4  | 16 czerwca 2012  | ISBN 978-4-8124-7901-8 | 19 maja 2023     | ISBN 978-83-8257-136-3 |